# Calcio Castel San Pietro Terme 1998-1999
Questa voce raccoglie le informazioni riguardanti il Calcio Castel San Pietro Terme nelle competizioni ufficiali della stagione 1998-1999.

## Rosa
| N. |                   | Ruolo | Calciatore           |
| -- | ----------------- | ----- | -------------------- |
|    | Italia (bandiera) | C     | Giuseppe Angelini    |
|    | Italia (bandiera) | C     | Pierpaolo Barnabà    |
|    | Italia (bandiera) | C     | Roberto Biserni      |
|    | Italia (bandiera) | A     | Matteo Bombardini    |
|    | Italia (bandiera) | C     | Nicola Campedelli    |
|    | Italia (bandiera) | C     | Nicola Cancelli      |
|    | Italia (bandiera) | A     | Francesco Caruso     |
|    | Italia (bandiera) | C     | Salvatore Crivello   |
|    | Italia (bandiera) | C     | Arnaldo De Cresce    |
|    | Italia (bandiera) | A     | Francesco Di Candilo |
|    | Italia (bandiera) | P     | Marco Dirani         |
|    | Italia (bandiera) | P     | Fabio Finucci        |
|    | Italia (bandiera) | D     | Andrea Fiumana       |

| N. |                   | Ruolo | Calciatore          |
| -- | ----------------- | ----- | ------------------- |
|    | Italia (bandiera) | D     | Giuseppe Frino      |
|    | Italia (bandiera) | A     | Antonio Gespi       |
|    | Italia (bandiera) | D     | Luca Locatelli      |
|    | Italia (bandiera) | D     | Marco Menghi        |
|    | Italia (bandiera) | D     | Marino Mengoli      |
|    | Italia (bandiera) | A     | Matteo Merloni      |
|    | Italia (bandiera) | C     | Stefano Papiri      |
|    | Italia (bandiera) | A     | Claudio Pierantozzi |
|    | Italia (bandiera) | A     | Stefano Protti      |
|    | Italia (bandiera) | D     | Andrea Ramponi      |
|    | Italia (bandiera) | D     | Lorenzo Scarpa      |
|    | Italia (bandiera) | C     | Simone Viroli       |